# 大塚博紀
大塚 博紀（おおつか ひろのり、1892年6月1日 - 1982年1月29日）は、日本の空手家。昭和期を代表する空手家の一人であり、和道流空手道の開祖。また、自身が修行した柔術に空手を加味して和道流柔術拳法も開いた。

## 経歴

### 生い立ち
1892年（明治25年）、医師・大塚徳次郎の嫡男として茨城県真壁郡下館町（後の下館市、現在の筑西市）に生まれた。本名は大塚孝（こう）。1897年（明治30年）、江橋長次郎から為我流柔術の手ほどきを受けた。1905年（明治38年）、大塚は茨城県立下妻中学校（現在の茨城県立下妻第一高等学校）に入学、剣術師範でもあった中山辰三郎（神道揚心流第3代目師範）に師事して、神道揚心流柔術と為我流柔術を学んだ。
後に神道楊心流の免許皆伝を得る。

### 明正塾時代
1910年（明治43年）、大塚は早稲田大学専門部商業学科に入学した。1922年（大正11年）7月、大塚は沖縄県人学生寮「明正塾」に滞在していた船越義珍（富名腰義珍）を訪ねた。船越は大塚に「素人なら5年、武術の心得のあるものなら2年で大部分の形を習得するができる」と語り、同年8月中旬から本格的な空手の修業が開始された。大塚は、毎日1時から4時まで欠かさず船越のもとへ通い続けたという。一時は14人いた道場生も翌年の関東大震災のため一人もいなくなったが、それでも大塚は船越から一対一の指導を受けた。その結果、入門してからわずか一年半余りの1924年（大正13年）初頭には、大塚は船越が覚えていた形のほとんどを習得した。
船越から一通り形を学んだ大塚は密かに沖縄行きを決意した。二代目・大塚博紀（次郎）によると、船越が指導したのは形だけで組手はなく、またその場基本や移動基本といった基本稽古すらなかった。元来、柔術から唐手に入った大塚にとって、柔術の乱取りに相当する稽古が船越が教えた唐手にないのが不満であり、本場・沖縄で組手を学ぶ事を考えたのである。しかし、1924年（大正13年）5月、宮内省済寧館道場で唐手の演武をする事が決まり、大塚はこの準備のために沖縄行きを断念した。この演武会用に、大塚は自ら学んできた柔術の技術や様式を取り入れて組手形、真剣自刃捕、短刀捕などを制定した。本土における約束組手の誕生である。この時大塚が創作した約束組手は、後の和道流、松濤館流の組手の原型となった。その後、大塚は船越門下の小西康裕（後の神道自然流開祖）や下田武らと協力して、さらに組手の改良に取りかかった。創造心に溢れる大塚の性格が、近代空手の基礎を築いたのである。

### 昭和前期

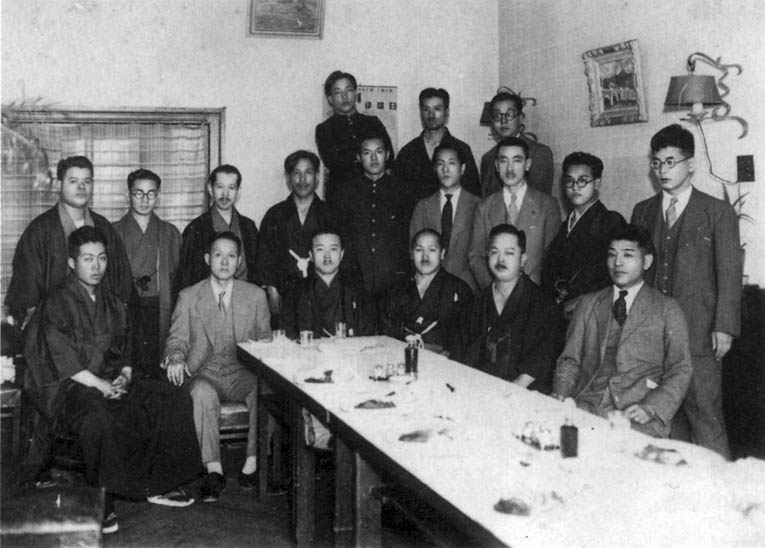
大日本武徳会で開催された武徳祭後の記念撮影。前列左から山田辰雄、大塚博紀、小西康裕、上島三之助、摩文仁賢和。他に山口剛玄や曺寧柱の姿も見える。京都、1938年。

1928年（昭和3年）、大塚は上京してきた摩文仁賢和に型を習うために師事した。のちに糸東流の開祖となる摩文仁は当時すでに那覇手および首里手に伝わる膨大な数の型を習得しており、大塚は摩文仁から三十から四十くらいの型を学んだと言われる。
しかし、大塚が本当に指導したのは、9つの型（平安初段～五段、ナイハンチ、セイシャン、チントウ、公相君）で、そのうちでも特に重視したのはナイハンチ、セイシャン、平安初段・四段のみであった。型をたくさん覚えても時間の無駄であるという考えからであった。現代の和道流では、平安初段～五段、ナイハンチ（他流派のナイファンチもしくは鉄騎の「初段」に相当）、セイシャン、チントウ、クーシャンク―（公相君）に加えて、ニーセイシ、バッサイ、ローハイ、ジオン、ジッテ、ワンシュウ、そして初心者向けに考案された簡素な「基本形」の、全16種類の形が残されている。
翌1929年（昭和4年）、大塚は本部朝基にも師事した。型だけでなく組手も重視する本部の空手観は、大塚に大きな影響を及ぼした。後年、大塚は「本部氏は今まで自分の会った琉球の空手家の内ではもっとも傑出した人であり、常に往来して懇意の間柄であったので、大いに啓発されたところが多い」。と語っている。本部に師事した頃から、大塚は組手試合の研究を始めた。しかし、この事が原因となって、大塚は次第に船越と不和になっていった。船越は「大塚は柔術の習慣を勝手に取り入れている」と非難したと伝えられる。同年、大塚は日本古武道振興会を発足させた。
1931年（昭和6年）、東京代々木上原にある柳生神影流（江戸系統の新陰流）の久保義八郎の大日本忠孝館道場を借りて、仮道場を開いた。1934年（昭和9年）、正式に大日本空手道振興倶楽部という道場を開設した。1938年（昭和13年）7月、大日本武徳会から空手術錬士の称号を授与される。また、自身の流派名を神州和道流空手術（翌年、和道流に改名）とした。
大塚は日本古来の剣術にも興味を示し、1938年（昭和13年）頃、道場を借りていた久保義八郎から柳生神影流を学んでいる。また日本古武道振興会の活動を通じて、富田流小太刀の演武を見て魅せられた大塚は富田流を独学で研究。その成果を和道流空手の「体捌き」や「技法」に取り入れた。
1959年（昭和34年）全日本空手道連盟（旧）（現在の錬武会）発足の際には、約束組手の考案など、元々組手の体系化に尽力していた大塚は顧問として名を連ねる。

### 戦後（昭和後期）
太平洋戦争後、警察庁の逮捕術制定委員を務める。1966年（昭和41年）、勲五等双光旭日章を受章。1969年（昭和44年）には、全日本空手道連盟発足に伴い、副会長に就任した。1972年（昭和47年）10月、国際武道連盟・総裁東久邇稔彦より空手道初代名人・十段位を授与される。1978年（昭和53年）11月、 和道流空手道連盟本部道場を東京都練馬区に設立した。
1982年（昭和57年）1月29日、大塚は東京都練馬区三原台の自宅で死去した。89歳没。現在、大塚が興した和道流はその規模から四大流派の一つと言われるまでに成長し、世界中に広がっている。

## 著作
- 『空手術之研究　第一部形之部』昭和25
- 『空手術之研究　第一部（形之部）』昭和32年再版
- 『空手道　第一巻』昭和45年 大塚博紀最高師範後援会
- 『空手道　第二巻』昭和51年 大塚博紀最高師範後援会